# Isola Vicentina
Isola Vicentina es un municipio italiano situado en la provincia de Vicenza, en Véneto. Tiene una población estimada, a fines de julio de 2024, de 10 349 habitantes.

## Demografía
| Gráfica de evolución demográfica de Isola Vicentina entre 1861 y 2024 |
|                                                                       |
| Fuente: ISTAT - Elaboración gráfica a cargo de Wikipedia              |